# 簡麒
簡麒（1567年11月13日—1619年5月9日），字兆明、又字紹公，號玄岳，廣東廣州府南海縣人，明朝政治人物。

## 生平
簡麒父親曾對他和兄弟說：「我對你們沒有奢望，但希望你們為善，不致損毀家聲就足夠。」他個性英敏能自勉，跟隨舉人潘成學習，與同門潘濬、關憲曾為友，萬曆二十八年（1600年）中舉人第十名，三十八年（1610年）中會試第二百十五名，成第三甲一百三十三名進士。先在戶部觀政，次年（1611年）獲授河間推官，河間接近京畿，為南北孔道，號稱難治，他到任後判案明決而仁恕，不事酷刑而審得案情，並堅持清操，獲府民感恩戴德；上級嘉獎其才幹，推薦轉任其他官職，薦狀上後以其治行第一獲璽書表揚。四十年（1612年）分校河南鄉試取錄五人，四十三年（1615年）任順天鄉試考官，則取錄十二人，當中堵天顏、范良彥、秦羽明、李嵩、陳此心後來都成為進士。
後來簡麒陞任戶部陝西司主事，其時遼東戰事緊湊，索取軍糧的奏摺不停進京，他協助戶部尚書核算度支，使得糧倉內帑漸儲，而士氣亦百倍，御史田生金給「邦計宣猷」牌匾表揚他。萬曆九年（1581年）朝廷清丈南海田地，因地方官報田畝不實而收取補缺，稱「定弓虛稅」，他因公差回鄉，連同李待問、郭尚賓諸紳士建議，把府內香山所屬新科餉銀移送本縣補足定弓虛稅，獲允後編入賦役全書，於是稅弊才減輕。他又分俸金五百兩給胞弟、捐俸湊建穀堂，人們評價他：「國家三大政，用人、理財、慎刑，懂得這三項才稱天下人才，簡麒都能做到！」萬曆四十七年（1619年）三月二十七日，簡麒卒於任內，年五十三歲，只存詩作三十四首合為一卷。

## 家族
曾祖父簡鋐，祖父簡流，父親贈文林郎、河間府推官簡棟，母親封太孺人江氏，兄長簡祐，弟弟簡志、簡起鵬、簡紹鵬、簡起鵠、簡起鳴、簡人龍、簡起鴻、簡起淹，娶羅氏，封孺人。

## 引用
1. 1 2  《粵東簡氏大同譜·卷十·家傳譜》：〈湖涌系十二世玄岳公〉：公諱麒，字紹公，一字兆明，號玄岳，安叟公裔孫而樵峯公子也，樵峯公承奕世積厚之餘，嘗謂諸子曰：「吾於汝曹無甚奢望，但令為善，不墮吾家聲足矣。」玄岳公性英敏，能自勉無忝所生，少受業於孝廉潘裕齋先生成之門，與潘司寇濬、關孝廉憲曾為同門執友，萬曆庚子舉於鄉，庚戌成進士；分戶部觀政，出任河間府推官，其職古理官也，其地密邇京畿，當南北孔道，俗煩多囂號稱難治，公至則文無害，凡所受爰書決之智明、行之仁恕，不事鉤筩而讞皆得其情，其持己者潔其繩人者公，郡人德之。直指使者嘉其能，薦之轉別部，先聲所至長吏皆望風洗滌，以相砥於善，所司上狀察公治行第一特以最聞，於是天子嚮用公，降璽書勉之，曰：「昔我高皇帝申明法意曰：一絲不理、眾緒棼亂，故郡以丞倅佐二千石，而耑法於理，謂情衷理則平、法衷理則允也，吏能兼衷情法，無治絲而棼之，朕有其愛焉。爾直隸河間府推官簡麒峻節通材，沈心遠局地重而置之，俗煩而鎮以靜，使萑苻寧息、田里綏懷，所司來聞曰：『凝靜真醇，卓為君子』已茲特授爾階文林郎錫之，勅命理官執法，書寄大吏耳目，其擊斷不格於平，則苛慘之吏咸得託，繩墨之斷以為奸，爾能以不苛用察，以有執用和亦既有成效矣，尚勉思終始，無負舉者，朕且汝庸公治行之最，而拜天子明命也，宜哉！」壬子公入校天中，得士五人，乙卯分校北直，得士一十二人，其士知名者如堵天顏、范良彥、秦羽明、李嵩、陳此心皆成名進士，而陳君則搜諸別房遺卷而得之也。公奉璽書後晉戶部陝西司主事，當是時遼右用兵邊事孔亟，關門索餉羽檄交馳，公佐大司農核筦度支，使太倉內帑漸積贏，而士氣百倍，蓋公觀政總臺時曾奉命督餉東南，今以其昔所嘗試者用公也，田中丞生金表其堂曰「邦計宣猷」斯有然矣。萬曆九年清丈南海田地缺額，有司不實報畝收補缺，名曰定弓虛稅，公因差旋里，偕同邑李尚書待問、郭侍郎尚賓諸紳建議，請將闔府香山所屬新生陞科餉銀移抵本縣，定弓虛稅以符部文原定一府補足，一府之例由是題允編入賦役全書，其弊因而漸輕，邑人賴之。公分胞弟俸金五百兩，又捐俸湊建式穀堂，皆公之義也，其未第時曾設教於中宿不假書笥，諸門人環侍聽講，公辯析義理獨究精微，生徒咸服各得其要領而去，此以知公抱負素明，其為君子經綸蚤在同人于野之秋也，有評公者曰：「國家三大政，曰用人、曰理財、曰慎刑，能此三者稱天下人才，公悉能之！」何為乎天子方嚮用而無年也，萬曆四十七年三月二十七日公卒於官，年五十三，所著作不自收檢遂散亡，宗人僅存其詩三十四首都為一卷。 據舊譜、採訪冊參脩
2. ↑  同治《南海縣志·卷二十·選舉表一》：萬厯朝……簡麒 戶部主事，阮通志作麟誤，太學題名碑作麒…… 以上俱庚戌科（進士）……簡麒……以上俱庚子科（舉人）
3. ↑  康熙《河間府志·卷十三·職官》：推官……簡麒 南海人，進士，三十九年任
4. ↑  《古今圖書集成·明倫彙編·氏族典·卷四百二十五》：簡麒 按《廣東通志》：「麒，南海縣人，登萬曆庚戌進士，官主事。」
5. ↑  《萬曆三十八年庚戌科進士登科錄》：簡麒 貫廣東廣州府南海縣民籍，縣學附學生，治《詩經》，字兆明，行一，年二十九，十月十四日生。曾祖鋐，祖流，父棟，母江氏，慈侍下，兄祐，弟志、起鵬、紹鵬、起鵠、起鳴、人龍、起鴻、起淹，娶羅氏。廣東鄉試第十名，會試第二百十五名。
6. ↑  《粵東簡氏大同譜·卷三·榮顯譜》：〈覃恩贈文林郎直隸河間府推官簡棟〉……爾簡棟乃直隸河間府推官簡麒之父……贈爾為文林郎、直隸河間府推官……〈覃恩封太孺人江氏〉……爾江氏乃直隸河間府推官簡麒之母……封爾為太孺人……〈覃恩封孺人羅氏〉……爾直隸河間府推官簡麒妻羅氏……封爾為孺人……